# Christel Sembach-Krone

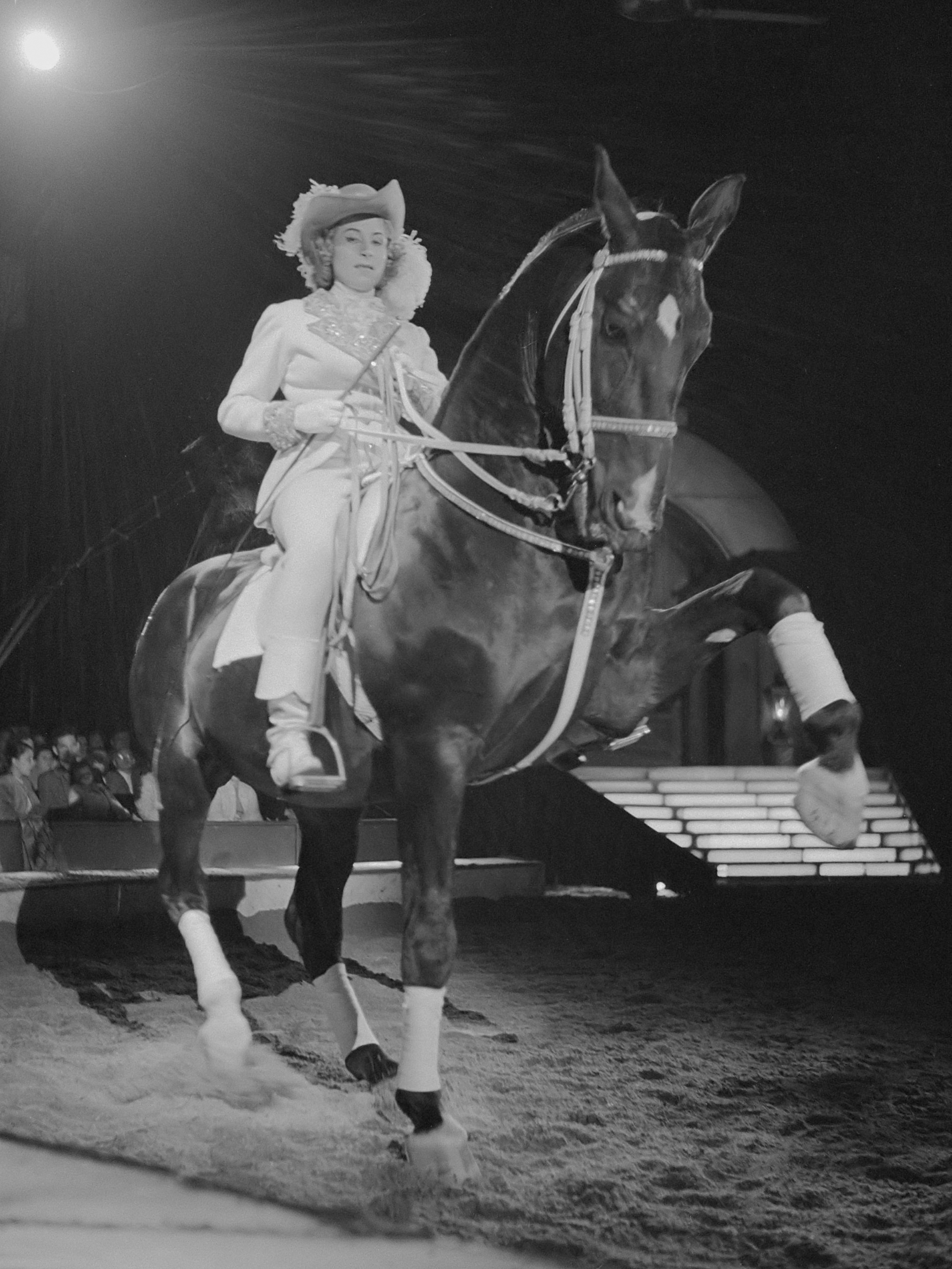
Christel Sembach-Krone (1959)

Christel Sembach-Krone (* 27. November 1936; † 20. Juni 2017 in München) war Direktorin des Circus Krone, des größten reisenden Zirkus in Europa.

## Leben und Wirken
Christel Sembach-Krone war die Tochter von Carl Sembach (1908–1984) und Frieda Sembach-Krone (1915–1995). Sie leitete nach dem Tod ihrer Mutter den Circus Krone. Krone ist der einzige europäische Zirkus, der über einen festen, bespielbaren Winterbau verfügt:  den Kronebau in München mit rund 3000 Sitzplätzen. Dort gastiert der Zirkus jeweils von November bis März, im Sommer wird der Bau für Konzerte und Veranstaltungen vermietet. In dieser Zeit ist der Circus Krone mit seinem Zelt – mit Plätzen für 4500 Zuschauer das größte in Europa – auf Reisen.
Sembach-Krone trat von 1956 bis 2006 selbst in ihrem Zirkus auf und führte Pferde vor. In jüngeren Jahren ritt sie Dressur und zeigte Freiheitsdressuren, später führte sie nur noch die Freiheitsdressuren vor. 2007 ging sie in den Ruhestand und übergab die Pferdedressur an ihre Adoptivtochter Jana Mandana Lacey-Krone. Außerdem ist sie Schöpferin der Krone-Programme, die viele artistische und circensische Attraktionen bieten. Seit Mitte der 1990er Jahre arbeitete sie hierfür mit dem 2020 verstorbenen US-amerikanischen Choreographen Gene Reed zusammen.
Ab 2014 konnte Christel Sembach-Krone wegen eines Hüftleidens nicht mehr selbst auftreten. Die Mitarbeiter bauten ihrer Chefin einen Golfwagen um, so dass sie in ihrem Zirkus umherfahren konnte. Er war auch für den Straßenverkehr zugelassen.
Christel Sembach-Krone war unverheiratet und kinderlos. Sie adoptierte die Schweizer Tierlehrerin Jana Mandana Lacey-Krone, geborene Pilz (* 1979), die mit dem Tierdompteur Martin Lacey jr. verheiratet ist. Das Ehepaar hat zwei Söhne, Alexis Henry Lacey-Krone und Charles Martin Lacey-Krone.
Christel Sembach-Krone starb, wie ihre Mutter, im Alter von 80 Jahren.

## Grabstätte

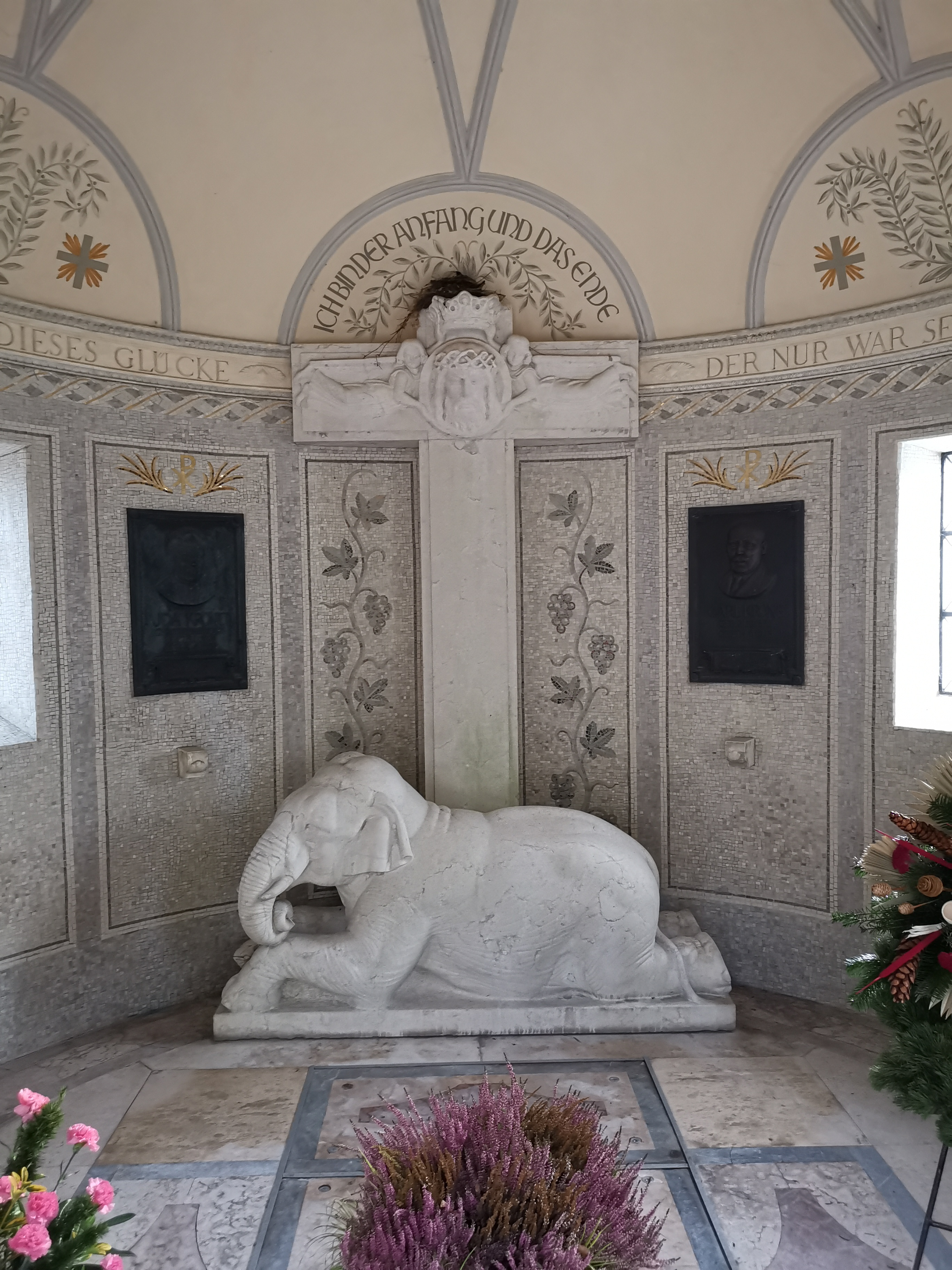
Mausoleum der Familie Krone am Münchner Waldfriedhof

Die Grabstätte von Christel Sembach-Krone befindet sich auf dem Münchner Waldfriedhof (Grabnr. 13-W-1).

## Kritik
Im Jahr 2006 wurde von Seiten der deutschen Behörden gegen Sembach-Krone eine Geldbuße von 2.500 Euro wegen Verstößen gegen das Tierschutzrecht verhängt. Gegen diese Geldbuße legte Sembach-Krone Einspruch ein, was dazu führte, dass sie 2009 vom zuständigen Amtsgericht zu einer Geldbuße von 1.000 Euro verurteilt wurde. Bei dem Verfahren wurden mehrere Punkte verhandelt, von denen nur zwei als zutreffend bewertet wurden. Dabei handelte es sich um fehlendes Beschäftigungsmaterial bei den Elefanten und fehlenden Auslauf bei den Pferden. Die Tierrechtsorganisation PETA behauptet zwar Februar 2009: Zirkusdirektorin Christel Sembach-Krone wird wegen Tierquälerei verurteilt, aber das dabei von PETA selbst hochgeladene Dokument zeigt ein Urteil, was nach § 18 TierSchG (Ordnungswidrigkeit) erging – und nicht aufgrund der Straftat „Tierquälerei“ gemäß § 17 TierSchG. Zu Zeiten der Urteilsverkündung war ein neuer und größerer Pferdestall bereits bestellt und wurde wenige Wochen später in Betrieb genommen. Für die vormalige Tierhaltung lag zudem eine bis einschließlich 2009 geltende Genehmigung des Veterinäramts München vor.
In den darauffolgenden Jahren wurde mehrfach von Tierrechtsorganisationen gegen Christel Sembach-Krone geklagt, wie sie auch wiederum gegen die Tierrechtler klagte. 2012 gewann Sembach-Krone gegen PETA. Demnach darf Circus Krone weiterhin behaupten, dass die PETA-Aktivisten bei ihren Protesten „vor Straftaten nicht zurückschrecken“.

## Ehrungen

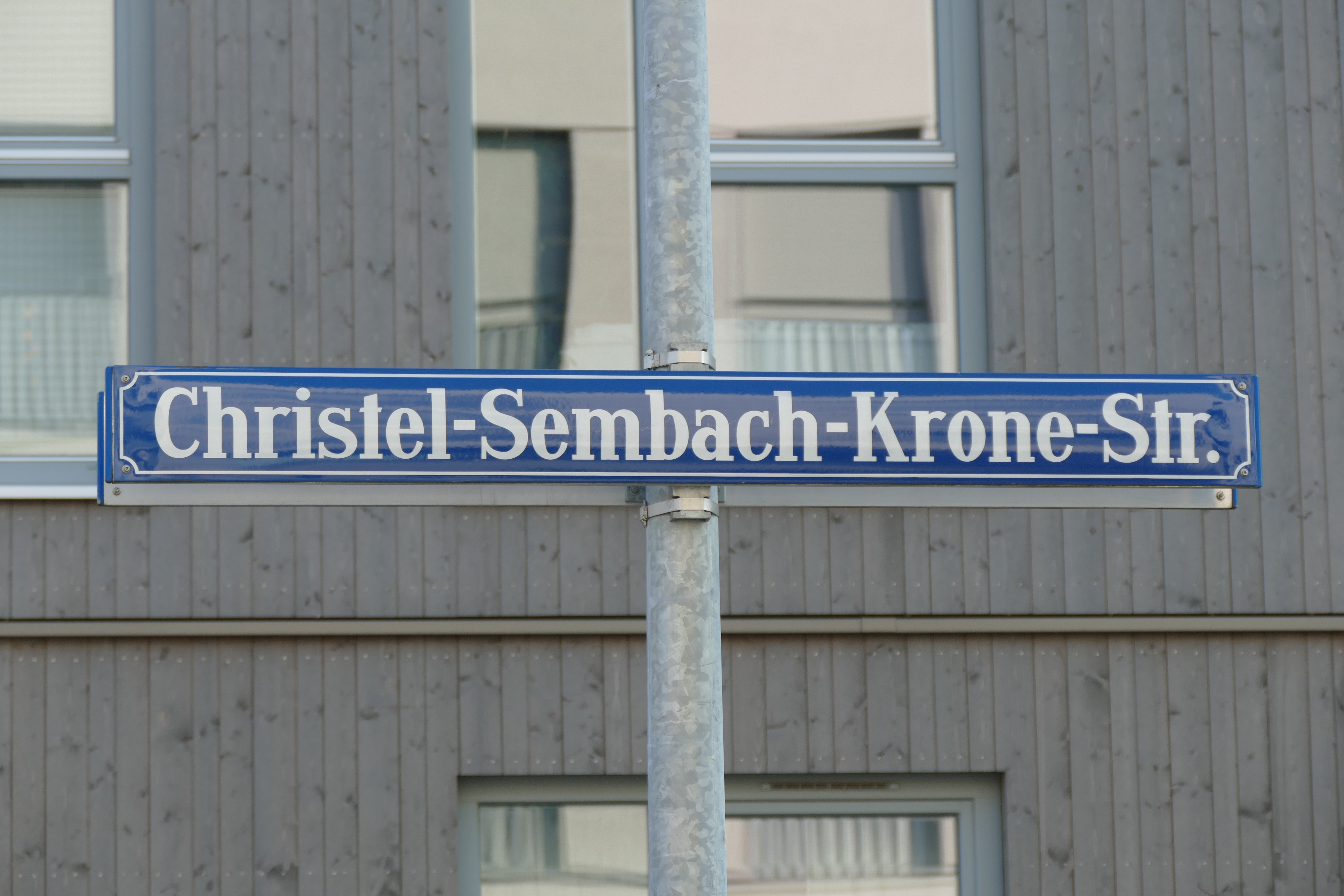
Straßenschild der Christel-Sembach-Krone-Straße in München-Freiham

Am 25. Dezember 1996 wurde Christel Sembach-Krone mit der Medaille München leuchtet ausgezeichnet. Sie erhielt die Auszeichnung als Würdigung ihrer Verdienste als Botschafterin für die Landeshauptstadt Bayerns in der ganzen Welt. Außerdem wurde die Vergabe von fast einer halben Million Eintrittskarten an bedürftige Menschen honoriert.
Der damalige bayerische Ministerpräsident Edmund Stoiber verlieh ihr während einer Zirkusvorstellung am 25. Dezember 1998 den Bayerischen Verdienstorden.
1999 erhielt Christel Sembach-Krone für ihr soziales Engagement und ihr Lebenswerk das Große Bundesverdienstkreuz.
Im Münchner Stadtbezirk Aubing-Lochhausen-Langwied wurde 2019 eine Straße nach ihr benannt.